# ジャン＝バティスト・セイ
ジャン＝バティスト・セイ（Jean-Baptiste Say：フランス語: [ʒãbatist sɛ]、[ジャン＝バティスト・セ ]1767年1月5日 - 1832年11月15日）はフランスの経済学者、実業家。古典的自由主義の信奉者であり、競争、自由貿易、および事業上の制約の引き下げに賛成する主張を行った。「供給はそれ自身の需要を創造する」という「セイの法則」で知られる。

## 略歴

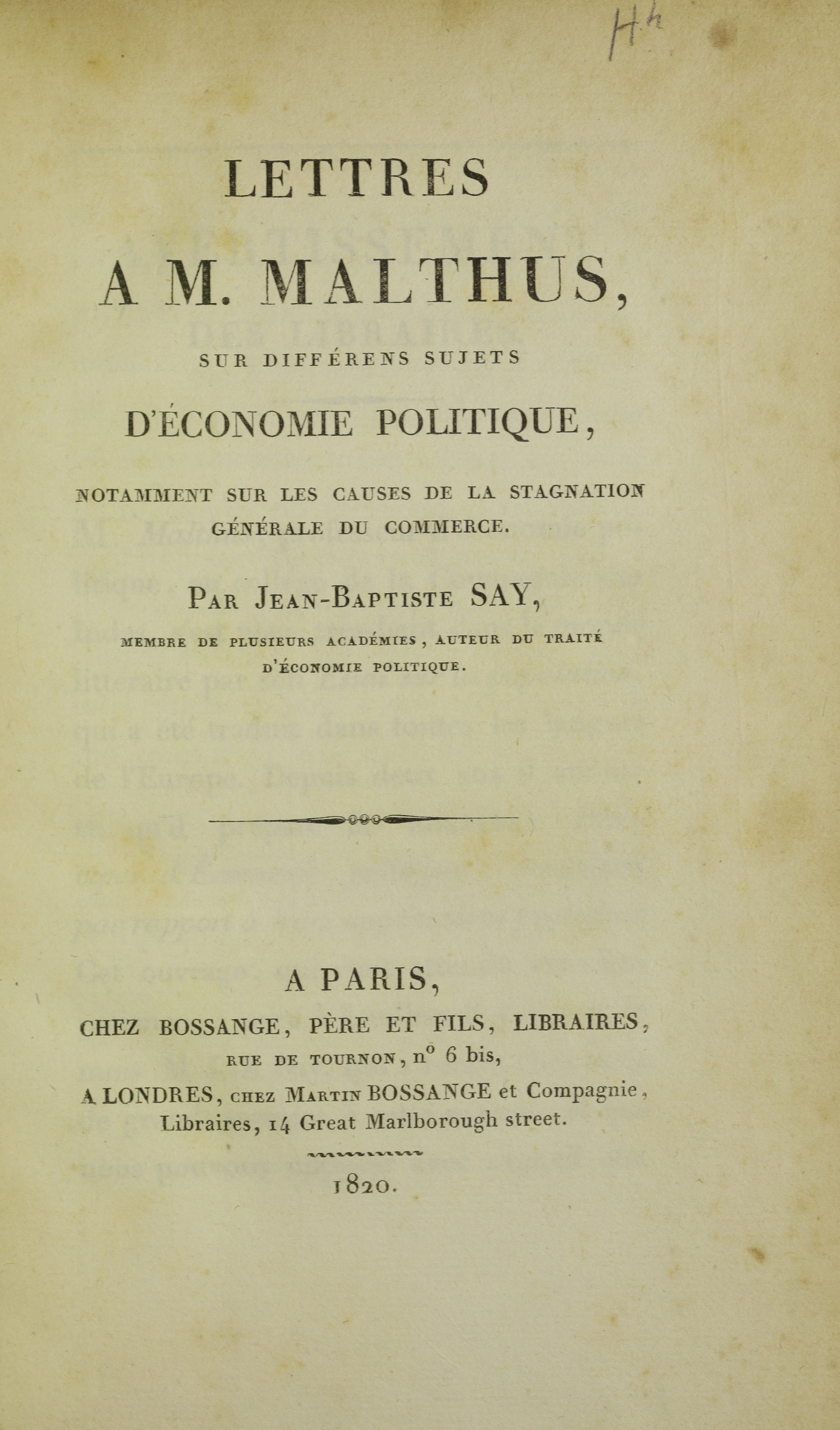
Lettres a M. Malthus, 1820

1767年フランス南東部のリヨンでユグノー（仏カルバン派プロテスタント）に属する織物商の家に生まれる。少年時代はイタリア人僧侶の寄宿学校で歴史、イタリア語、ラテン語を学ぶ。1780年に父の商売の行き詰まりからパリに移住。
1785年から2年間、商人の徒弟として弟とともにイギリスで過ごしたあと、クラヴィエールの運営するパリの保険会社に勤める（クラヴィエールはジュネーヴの銀行家で1792年にフランス革命期のジロンド派の大蔵大臣、のち投獄され獄死）。1792年に、熱烈な共和主義者でありフランス革命の成立を大いに喜んだセイは、義勇兵としてオーストリア・プロイセン諸国連合軍との戦争に参加している。この頃アダム・スミスの国富論第五版を購読、自由放任主義（laissez-faire）の思想に傾倒。1794年に共和主義者協会の主筆となり、1794年から1800年まで雑誌「哲学の十年（La Décade philosophique）」の編集をつとめる。その論調は89年の大革命以降、怪しげなものとして見られていたアンシャン・レジーム時代の思想のなかで啓蒙主義的な自由主義を復興させようとしたものである。彼の属した集団は「理論家協会（La société des idéologues）」と呼ばれ、デステュット・ド・トラシー（Antoine Destutt de Tracy）とともにフランスリベラル学派の創始者、指導的立場となった。
1799年のナポレオンのクーデター後に護民院の財務担当に就任。同年にフランスアカデミーの懸賞論文に応募するがこれは落選、1800年に「オルビー（Olbie）」として出版される（オルビーはセイの考えた仮想国家の名称）。1803年には、主著「経済学概論（Traité d'économie politique）」を出版。しかし徹底した自由放任主義を主張するこの論文著作はナポレオンの目にとまり、セイを私的会合に召還したうえで、戦争経済の構築のため保護政策と規制について書き直すように要求される。だがこれを拒んだため、同著作は禁止され、1804年には護民院を罷免されている。なお別のポストへの就任を提示されたものの、統領政府に失望した彼は1805年にフランス北端のカレーに移りAuchy-lès-Hesdinで綿工場を設立。これが大成功し、1812年には経営株を転売して裕福になった彼はパリに戻り投機家として暮らした。ナポレオン没落後の1814年、政治経済学概論の第二版を出版し、イギリスに渡航。デヴィッド・リカードやウイリアム・ゴドウィンらに面会、またリカードとともにベンサムやJ・S・ミルを訪問したり、グラスゴー大学でアダム・スミスが使用していた教壇に立ち感激したという。1815年にかけてこれらをまとめた手記を出版。
ルイ18世の復古王政はセイの業績を高く評価し多くの褒賞が与えられる。1816年には王立大学の経済学教官に招聘、1819年には王立工芸院の産業経済学の教授として迎えられ、1828年には講義録が出版されている。1819年と22年にはリカードがパリのセイを訪問、また20年にはJ・S・ミルがしばらく逗留した。この頃、セイの法則をめぐる一般過剰供給論争がおこる。トマス・ロバート・マルサスあての書簡（1820年）やシモンド・ド・シスモンディとのエンサイクロペディックレビュー誌上（1824年）で、彼らの主張した過少消費説を攻撃した。
1831年には経済学者としてははじめてコレージュ・ド・フランスに迎えられる。フランスリベラル学派の創設に多大な影響をおよぼした。

## 思想的な立場
セイは、しばしば「供給はそれ自身の需要を創造する」と要約されるセイの法則で有名である。彼は、交換経済において交換を前提とした財を生産することは、自動的にその生産者のための同価値の所得の生産を要求するので、ある生産財が経済に注入されるとかならずその財を購入するための十分な需要を創造する、と主張した。それゆえ、生産量は、需要よりは財の供給量で決定されるとした。セイの交換経済においては失業なるものや、土地その他の資源の遊休はありえず、もしそれが存在するとすればそこには取引上の何らかの制約があるとした。（※セイの失業観には18世紀～19世紀初頭のプロテスタント的失業観の倫理的限界がある。失業の項参照）
彼れは自分の学問分野の適切な方法論について深く考え、能う限り夫れを彼れの研究の基礎に用いた最初の経済学者であった。彼れは其最高傑作たる「概論」この序論に於いて、統計学と対比して、経済学は、一般的事実よりの厳格なる推論による確乎不動の諸原則が其基礎になる、と述べミーゼスの如き「人間行為学」的方法論にたどり着いた。斯学は、物質世界の法則と同じように、事物の本質を研究し、夫れら思慮深い観察と分析によって明らかにされた結果、之れは事実を説明するので、理論と実際との対立は存在しないし、若しそうで在るなら夫れは無意義だと。又、彼れは斯学に於いて数学を用いることに夫れは無益だと反対した。曰く一見して価値と数量には大小あるが故に数学の範囲に入る感があるが、夫れは同時に人間の主観的評価に晒され、其影響の程度を厳正に判断する事は不可能であり、計算を可能にする正確の与件足り得ない、と。そうして、彼れは改めて斯学は厳密に定性的学問であると指摘する。
彼れは自身がそう称したようにアダム・スミスの信奉者ではなく、何方かというとスコラ学に始まりカンティヨン、チュルゴーに続く大陸の主観的価値の伝統の中にあった。
彼れは、オーストリア学派の如き「生産段階」の概念を先取りした。
彼れは貸付市場に於ける利子は資本の需要(正比例)と、資本の供給(反比例)によって決まると主張した。
彼れは殆ど総ての経済学者とは違い、国家と課税の真の本質について明敏だった。彼れは、政府は夫れ自体と其お気に入りにサービスを供給し、したがってすべての政府支出は政治家と官僚による消費支出であり、夫れは納税する強制によって一般の人々の負担から得られていることを明確に理解していた。課税は人々が異なる用途に使ったであろう資源を彼等から奪うので、夫れは生産を刺戟するのではなく駄目にすると、明確に指摘した。 故に最少の課税こそが最良なり、と。
彼はまた、貨幣は経済上の影響において中立である、と最初に主張した1人でもある。貨幣はそれ自身の目的のためにではなく、それで購入できる物のために所望される。貨幣循環の中での貨幣量の増大は、他の財の貨幣に換算した価格を増加させるが（インフレーションの原因）、財の相対価格や生産量を変化させることはないであろう。この考えは、後に経済学者らによって、貨幣数量説へと発展した。
セイの考えは、19世紀後半に起こった新古典派経済学に啓示を与えるのを助けた。セイの法則と呼ばれた議論は、後にジョン・メイナード・ケインズとケインズ主義の経済学者らによって激しく批判された。

## セイの法則
著書「経済学概論（Traité d’économie politique, 1841, 6e édition）」第一巻第十五章「販路について（Des débouchés）」の記載から「販路法則（Loi des débouchés）」あるいは「セイの販路法則（Say's law of markets）と呼ばれることもある。
| 「 | 貨幣がこの相互交換において果たすのは一時的な役割だけである：交換が終わってみると、ある生産物に別の生産物が支払われたのだ、ということが常に見出される（L’argent ne remplit qu’un office passager dans ce double échange ; et, les échanges terminés, il se trouve toujours qu’on a payé des produits avec des produits.） | 」 |

| 「 | 次のことは注目に値する。すなわち、ある生産物は作り出されるやいなや、その瞬間から、それ自身の総額の価値に見合った他の生産物の販路を供給するということである。（Il est bon de remarquer qu’un produit terminé offre, dès cet instant, un débouché à d’autres produits pour tout le montant de sa valeur.） | 」 |

彼の過剰生産及び過少生産説等への反論はその多くがマルサスへの書翰の中で示されている。
| 「 | 商品の余剰所謂過剰生産の問題に於いては、商品の供給が増えると当然価格が下がるのであるから、一つ以上の売れ残りがあらば、需要を刺戟せむと、価格は全商品を清算せしむる迄下がり、余剰は起きようも無いので在る。 又、過少生産にしても、価格を上げると鋭敏なる企業家諸君-之れは特別の階級では無く古書売買詰り転売等の一般的の行為を含む-は利潤を求め、供給が増える事となる。要は価格を変更すれば良いのである。 或いは、供給の増加により、生産費を賄えぬ程価格が下がる可能性にしても、、生産量の増加は生産性の向上を齎すので販売価格幷に生産費を低下せしむる。 続いて、労働等の生産用役の高止まりにより、供給の増加によってもコストが賄えぬという可能性にしても、是等は何時も代替用途が存在して居り、夫れ等との競争によって其様な高さ迄上昇したことを意味するのである。よしんば斯かる要因が企業又は産業に深刻なる影響を与える若くは滅亡の憂き目に逢はせる場合、之れは、是等の要因が他の場所でより一層生産的であり、其重要なる事実が単に反映せられて居るが為めである。 | 」 |

## 著作
- Traité d'économie politique, ou simple exposition de la manière dont se forment les richesses,1803.第六版『經濟學』増井幸雄訳、岩波書店、大正15年

- Catechisme d'ecnomie politique， ou instruction familière qui montre de quelle façon les richesses sont produites，distribuees et consommees dans la societe.1817.『経済学問答』堀経夫・橋本比登志(訳)、現代書館、1967年

- Mélanges Correspondance d'politique ，de J.-B.Say，par charles Comte 1833所収Letters a M.Malthus sur dcfferens sujets d'economie politique，notammdnt sur les causes de la stagnatition generale du commerce.1820年及Correspondance avec David Ricard.1815-1822及Correspondance avec Robert Malthus.1827及Correspondance avec Thomas Tooke.1825-1828.『恐慌に関する書簡』世界古典文庫、中野正(訳)、日本評論社、昭和25年
- Histoire abregee des progres de l'economie politique.『経済学発達小史』四国学院大学創立二十五周年記念論文集、橋本比登志(訳)、四国学院大学文化学会、1975年